# Лемтюгов, Николай Александрович
Никола́й Алекса́ндрович Лемтюго́в (род. 15 января 1986, Миасс, Челябинская область) — российский хоккеист, нападающий; тренер.

## Биография
Воспитанник челябинского хоккея. Начал карьеру в 2004 году в составе ЦСКА, отыграв до этого несколько сезонов за фарм-клуб. В следующем году на драфте НХЛ был выбран в 7 раунде под общим 219 номером клубом «Сент-Луис Блюз». Сезон 2006/07 провёл в череповецкой «Северстали», после чего отправился в клуб АХЛ «Пеория Ривермен», где стал одним из лидеров команды, однако, так и не сумев пробиться в НХЛ, вернулся в Череповец, где быстро вернулся на прежний уровень.
13 января 2010 года в результате обмена на Евгения Кетова Лемтюгов подписал контракт с казанским «Ак Барсом», в составе которого стал обладателем Кубка Гагарина. В сезоне 2010/11 провёл 39 матчей, в которых набрал 16 (9+7) очков, однако перед началом плей-офф Зинэтула Билялетдинов принял решение командировать игрока в ВХЛ в альметьевский «Нефтяник». Вместе с «Нефтяником» Лемтюгов дошёл до финала Кубка Братина, где клуб уступил тюменскому «Рубину» 0:4.
Перед началом сезона 2011/12 Лемтюгов вернулся в Казань, где провёл 15 матчей и набрал 7 (6+1) очков. 3 ноября 2011 года Лемтюгов вместе с Дмитрием Казионовым был обменян в магнитогорский «Металлург» на Константина Глазачева и Максима Спиридонова. В новом клубе в 13 матчах набрал лишь 4 (1+3) очка, поэтому 30 декабря в результате обмена на Дмитрия Обухова он стал игроком нижнекамского «Нефтехимика». За оставшуюся часть сезона провёл 15 матчей, набрав 7 (3+4) очков. 28 мая 2012 года подписал контракт с мытищинским «Атлантом». 29 декабря по обоюдному согласию разорвал контракт. 31 декабря стало известно о переходе Лемтюгова в челябинский «Трактор». 9 декабря 2013 года был обменян из «Сибирь» в «Спартак». В обратную сторону проследовал Александр Нестеров.
В конце 2014 года подписал контракт с Ханты-Мансийской Югрой
10 июля 2015 года подписал контракт с «Авангардом». 1 апреля 2016 года был назван лучшим игроком команды по версии болельщиков в сезоне-2016/17. За него проголосовало больше половины респондентов — 51 процент. Провел 52 матча в регулярном чемпионате, набрав 31 (19+12) очко. В плей-офф на его счету 12 игр и 9 (3+6) очков.
1 мая 2017 года продлил контракт до 2019 года. 10 октября 2017 года в матче с «Барысом» в игровом эпизоде получил тяжёлую травму селезёнки. Перенёс операцию, осложнение — острую двустороннюю пневмонию, пробыл 10 дней в коме. «Авангард» оплатил всё лечение, но 27 марта 2018 года контракт был расторгнут. Выступал за клубы «Медвешчак» (Хорватия), «Анян Халла» (Южная Корея),
«Шеффилд Стилерс» (Великобритания). В октябре 2020 года объявил о завершении карьеры. В 2007 году окончил РГУФКСиТ.
В 2021 году стал тренером команды МХЛ «Стальные лисы». Летом 2023 года возглавил МХК «Атлант», который возглавлял до лета 2025 года.

### Сборная
В составе сборной России принимал участие в молодёжном чемпионате мира 2006 года, на котором набрал 5 (4+1) очков в шести проведённых матчах и завоевал вместе с командой серебряные награды.

## Достижения
- Серебряный призёр молодёжного чемпионата мира 2006.
- Обладатель Кубка Гагарина 2010 в составе казанского «Ак Барса».
- Серебряный призёр чемпионата КХЛ в сезоне 2012/2013 в составе челябинского «Трактора»
- Обладатель кубка Киселева (лучший игрок омского Авангарда в сезона 2016/17)

## Статистика
| Легенда | Легенда                    | Легенда | Легенда                   | Легенда | Легенда    |
| ------- | -------------------------- | ------- | ------------------------- | ------- | ---------- |
| И       | Количество проведённых игр | Штр     | Штрафное время            | +/−     | Плюс-минус |
| Г       | Голы                       | П       | Голевые передачи          | О       | Очки       |
| -       | Статистика неизвестна      | —       | Статистика не учитывалась |         |            |